# Fred Wesley
Pour les articles homonymes, voir Wesley.
Fred Wesley (né le 4 juillet 1943) est un tromboniste et arrangeur américain de jazz et de funk.
Il s'est notamment fait connaître en tant que directeur musical de James Brown. Il est surnommé le « Funkiest Trombone Player Ever ».

## Biographie
Fred Wesley est né en 1943 à Mobile, Alabama. Il est le fils d'un professeur d'université et leader d'un big band. Il a commencé par des études de musique classique avant de se tourner vers le trombone et le Jazz pour se préparer à une carrière de tromboniste de big band.
En 1978, il entre dans le Count Basie Orchestra.
La naissance des courants musicaux soul et funk vont complètement changer la vie de Fred Wesley. Il entre dans le groupe de James Brown au milieu des années 1960. Pendant quinze années, il en sera le directeur musical, le tromboniste, tout en composant certains des plus fameux tubes du God Father of Soul. Il invente un phrasé au trombone reconnaissable entre tous, inspiré par le Jazz, aux accents de Soul Music et de Gospel.
Il compose alors Gimme Some More, Pass The Peas ou Same Beat qui seront tous des tubes interprétés par James Brown & JBs Friends. Il forme alors les JBs Horns avec Maceo Parker et Pee Wee Ellis. Ces trois-là seront inséparables des années durant, auprès de James Brown puis de George Clinton qu'ils rejoignent dans les années 1970.
Fred Wesley développe alors ses compositions et crée Fred Wesley & The Horny Horns, avec lesquels il tourne beaucoup, tout en enregistrant avec la plupart des musiciens de la planète Funk. Il continue à jouer avec le Funkadelic ainsi qu'avec Parliament.
Au début des années 1990, Fred Wesley reforme les JBs Horns avec Maceo Parker et Pee Wee Ellis et entame une tournée mondiale qui sonne le retour du Funk en haut des charts. Ils enregistrent plusieurs disques pour différents labels et se produisent dans toute l'Europe. Life on Planet Groove est un énorme succès et les trois Funkateers sont partout. Jouant sur la vague Acid Jazz et s'imposant comme les parrains du funk instrumental, ils participent à de très nombreux albums, côtoient de nombreux musiciens issus du rap, du rhythm and blues, du jazz et de la soul. Il participe aussi au groupe italien Jestofunk.
Fred Wesley forme alors son propre Sextet avec Hugh Ragin et Karl Denson + Peter Madsen, Dwayne Dolphin et Bruce Cox. Il enregistre deux disques avec cette formation, tournée autant vers le Funk que vers le Bop et le Latin Jazz.
Après des retrouvailles avec Bootsy Collins (Full Circle) puis une tournée avec Lyn Collins et un projet autour de Bobby Byrd, Fred Wesley a récemment tourné en invité de Nils Landgren Funk Unit et des Groove Collective. On a pu l'entendre sur les disques de Marcus Miller, Soulive, Erykah Badu, D'Angelo, George Benson et Hocus Pocus.
En 2002, Fred Wesley a écrit Hit Me, Fred: Recollections of a Sideman  (ISBN 0-8223-2909-3), une autobiographie sur sa vie d'accompagnateur.
Fred Wesley est également professeur dans le département de jazz de l'école de musique de l'université de  Greensboro en  Caroline du Nord.
En 2009, Fred Wesley se produit en compagnie du clarinettiste David Krakauer et du DJ SoCalled dans le trio Abraham Inc sur une musique originale issue du klezmer, du funk et du hip-hop. La formation a sorti un album Tweet tweet.
En 2013, Fred Wesley se produit avec succès au festival "Jazz in Marciac". En 2016, Fred Wesley se produit à nouveau non sans succès sur la scène du Nouveau Monde de Fribourg en Suisse pour les 30 ans du jazz club de la ville qu'est la Spirale.
En 2022, il est toujours aussi actif. Il a dernièrement fait un concert  avec The NEW JBs à la salle "L'ouvre-Boîte" de Beauvais le 12/02/2022.

## Discographie
En leader
- 1988 - To Someone
- 1990 - New Friends
- 1991 - Comme Ci Comme Ca
- 1994 - Swing and Be Funky
- 1994 - Amalgamation
- 1998 - From Be Bop to Hip Hop
- 2002 - Wuda Cuda Shuda
- Doin' it to death (Fred Wesley and the J.B.'s)
- Roots Revisited (Maceo Parker)
- Live on Planet Groove (Maceo Parker)
- Hustle With Speed (The J.B.'s)
- A Blow for Me a Toot for You (with the Horny Horns featuring Maceo Parker)
- 2009 Tweet tweet Abraham Inc